# Dragon Age: Początek
Dragon Age: Początek (ang. Dragon Age: Origins) – komputerowa gra fabularna stworzona przez studio BioWare, wydana przez Electronic Arts, stanowiąca pierwszą odsłonę serii Dragon Age. W listopadzie 2009 roku ukazała się na platformach Microsoft Windows, PlayStation 3 i Xbox 360, a w grudniu tego samego roku zadebiutowała wersja przeznaczona na komputery z systemem operacyjnym macOS. Wersja na konsole stworzona została przez studio Edge of Reality.
Fabuła gry osadzona jest w fikcyjnym królestwie Fereldenu targanym wojną domową. Gracz wciela się w wojownika, maga lub łotrzyka – człowieka, krasnoluda albo elfa – muszącego zjednoczyć królestwo i poprowadzić je do walki z hordą potworów znanych jako mroczne pomioty. Postać gracza zostaje zwerbowana do bractwa Szarych Strażników, a jej zadaniem jest pokonanie arcydemona stojącego na czele mrocznych pomiotów, a tym samym zakończyć tzw. Plagę. Wydarzenia domyślne przedstawiane są z perspektywy trzeciej osoby, jednak na komputerach możliwe jest przełączenie się na widok z góry. W trakcie gry postać, nazywana Strażnikiem, natknie się na wiele postaci mogących towarzyszyć jej podczas podróży i odgrywających ważną rolę w fabule.
BioWare opisało Dragon Age: Początek jako „mroczne heroic fantasy” osadzone w oryginalnym świecie, będącym duchowym następcą ich poprzednich gier – Baldur’s Gate i Neverwinter Nights. Świat zainspirowany został Władcą pierścieni Johna R.R. Tolkiena i Pieśnią lodu i ognia George’a R.R. Martina, zaś twórcy opisują go jako połączenie gatunków high fantasy i low fantasy. Produkcja gry rozpoczęła się w 2002 roku i trwała ponad sześć lat. Muzykę skomponował Inon Zur, a w nagraniach do angielskiej wersji językowej udział wzięło ponad stu czterdziestu czterech aktorów głosowych.
Gra została doceniona przez krytyków, chwalących przede wszystkim opowiedzianą w niej historię, świat, postacie, muzykę i system walki. Sprzedano ponad 3,2 mln egzemplarzy gry i ponad milion sztuk rozszerzeń. Wiele magazynów i stron poświęconych grom komputerowym ogłosiło Początek najlepszą grą roku oraz najlepszą grą fabularną roku. Po premierze doczekała się kilku dodatków do pobrania, a w marcu 2010 roku wydane zostało rozszerzenie Dragon Age: Początek – Przebudzenie. W 2012 roku ukazała się jej kontynuacja, Dragon Age II, zaś w 2014 roku część trzecia – Dragon Age: Inkwizycja.

## Opis

### Świat gry

Mapa kontynentu Thedas

Akcja gry osadzona jest w królestwie Fereldenu, jednym z kilku krajów znajdujących się na subkontynencie Thedas. Kraina co kilka wieków nawiedzana jest przez Plagę, podczas której krwiożercze istoty nazywane mrocznymi pomiotami wypełzają na powierzchnię z Głębokich Ścieżek – ciągnącej się pod Thedas sieci tuneli dawniej łączących wielkie krasnoludzkie królestwa. Każdorazowo jedyną nadzieją na zepchnięcie pomiotów z powrotem pod ziemię i zakończenie inwazji jest starożytne bractwo Szarych Strażników, powołane do życia podczas pierwszej Plagi. Szarzy Strażnicy, dzięki przejściu sekretnego rytuału, jako jedyni mogą zabić arcydemona, który stoi na czele hordy mrocznych pomiotów. Dragon Age: Początek rozpoczyna się na początku piątej Plagi.
Kontynent Thedas ma długą historię, na przestrzeni której powstawały i upadały królestwa, kształtowały i zmieniały się zwyczaje. Dominującą religią jest andrastanizm, reprezentowany przez Zakon Andrasty. Elfy, niegdyś potężne, obecnie traktowane są jako obywatele drugiej kategorii – część z nich, tzw. miejskie elfy, żyje w obcowiskach, czyli dzielnicach biedoty ludzkich miast, i zatraciły dawne wierzenia i język, z kolei Dalijczycy – te, które zdecydowały się krzewić pamięć o dawnych wydarzeniach – prowadzą koczowniczy tryb życia. Magowie są w Thedas represjonowani: osoby władające magią od dziecka szkolone są w Kręgach Maginów kontrolowanych przez Zakon, a ściganiem tych, którzy żyją poza nimi lub z nich uciekną, czyli tzw. apostatów, zajmują się templariusze, zbrojne ramię Zakonu.

### Postacie
Biografia i umiejętności głównego bohatera określane są przez gracza na samym początku gry, poprzez wybranie klasy, rasy i historii początkowej. Chociaż możliwe jest nadanie postaci imienia, bohaterowie niezależni z reguły zwracają się do niego per „Strażnik”. Wśród osób, które mogą towarzyszyć Strażnikowi, znajdują się Alistair Theirin, targany wątpliwościami szary strażnik; cyniczna czarodziejka Morrigan, parająca się tajemnymi sztukami magii i mająca w pogardzie autorytety i normy społeczne; była świecka siostra Zakonu Leliana, działająca również jako szpieg i skrytobójca; stoicki wojownik Sten wywodzący się z militarystycznego ludu qunari, który często neguje ludzki sposób myślenia; brutalny i uzależniony od alkoholu krasnoludzki wojownik Oghren; mający zamiłowanie do drogich przedmiotów i seksualnych podbojów skrytobójca Zevran; starsza zaklinaczka Kręgu i potężna uzdrowicielka Wynne oraz Shale, sarkastyczny golem cierpiący na ornitofobię. Drużynę uzupełnia pies Strażnika, zaś w pewnym momencie możliwe jest zwerbowanie do niej Loghaina Mac Tira, co skutkuje odejściem Alistaira. Do ważnych postaci niebędących towarzyszami należą Duncan, komendant Szarych Strażników odpowiedzialny za zwerbowania gracza, naiwny, ale odważny król Fereldenu Cailan Theirin, jego mająca ambicje polityczne żona, królowa Anora Mac Tir oraz Flemeth, potężna wiedźma i matka Morrigan. Na czele hordy mrocznych pomiotów stoi arcydemon Urthemiel, niegdyś smok czczony w starożytnym Imperium Tevinter jako jeden z siedmiu tzw. Dawnych Bogów. Innymi ważnymi antagonistami są teyrn Loghain Mac Tir, niegdysiejszy bohater wojenny i ojciec królowej Anory, obecnie napędzany chorą ambicją i paranoją oraz arl Rendon Howe – skorumpowany, pozbawiony honoru i kręgosłupa moralnego szlachcic, który sprzymierza się z Loghainem, żeby zaspokoić swoje polityczne ambicje.

### Fabuła
Kontrolowana przez gracza postać zostaje zwerbowana przez Duncana, komendanta Szarej Straży, z którym przybywa do ruin twierdzy Ostagar, gdzie wojska Cailana Theirina, króla Fereldenu, mają stoczyć walkę z pomiotami w nadziei, że uda się zdusić Plagę w zarodku. Król zostaje zdradzony przez swojego teścia, Loghaina Mac Tira, który wycofuje się z pola bitwy, pozostawiając Cailana na śmierć. Po powrocie do stolicy ogłasza się regentem swojej córki Anory, a winą za klęskę pod Ostagarem obarcza szarych strażników i ogłasza ich wyjętymi spod prawa. Regencja Loghaina wzbudza niezadowolenie części szlachty, co prowadzi do wojny domowej. Strażnik, któremu udało się przeżyć bitwę, dysponując starożytnymi traktatami Szarej Straży, postanawia wykorzystać je do zebrania armii dostatecznie silnej, żeby odeprzeć mroczne pomioty. Kolejność, w jakiej wykonywane są zadania główne, zależna jest od gracza.
Strażnik, za namową Alistaira, udaje się do Redcliffe, żeby uzyskać wsparcie wuja Alistaira, wpływowego arla Aemona Guerrina. Okazuje się jednak, że wioska nękana jest przez żywe trupy. Bohaterom udaje się zażegnać konflikt, okazuje się jednak, że arl od dłuższego czasu podtruwany był przez wysłanego przez Loghaina maga i jest obłożnie chory, a jedynym sposobem na jego uzdrowienie są prochy prorokini Andrasty. Bohater wraz ze swoją drużyną wyrusza na ich poszukiwanie i odnajduje je, dzięki czemu udaje się wyleczyć arla, który obiecuje poprzeć ich sprawę.
Wykorzystując traktaty Szarej Straży, bohater zwraca się o pomoc do dalijskich elfów, te jednak są niechętne do udzielenia poparcia, ponieważ ich klan nękany jest przez wilkołaki. Krasnoludy z Orzammaru odmawiają pomocy, ponieważ po niedawnej śmierci króla Endrina Aeducana jego syn Beheln i jego przyjaciel, Pyral Harrowmont, prowadzą walkę o koronę, przez co królestwo nie posiada władcy, który mógłby odpowiedzieć na wezwanie strażników. Po dotarciu do siedziby Kręgu Maginów okazuje się, że została ona opanowany przez plugawce – magów opętanych przez demony – a templariusze rozważają wybicie ich, żeby nie zagrażali tym, którzy mieszkają na zewnątrz. Strażnik i jego drużyna udzielają pomocy wszystkim ze stron, zyskując ich poparcie.
Dzięki wstawiennictwu arla Guerrina zwołany zostaje zjazd możnych, na którym dochodzi do odsunięcia Loghaina od władzy i wybrania prawowitego monarchy, co kończy wojnę domową. Niedługo później armia mrocznych pomiotów w pełnej sile przypuszcza atak na Denerim, stolicę Fereldenu. Dzięki sile połączonych armii Strażnikowi udaje się zgładzić arcydemona i położyć kres Pladze.

## Rozgrywka
Akcja przedstawiona jest z perspektywy trzeciej osoby, z kamerą zawieszoną nad ramieniem postaci, którą można swobodnie obracać. W wersji przeznaczonej na komputery osobiste zaimplementowano również możliwość obserwowania akcji w rzucie izometrycznym. Drużyna gracza składa się ze stworzonej przez niego postaci Szarego Strażnika i maksymalnie trzech kompanów. Kontrolując swoją postać gracz może wydawać pozostałym rozkazy, jak również kolejkować akcje w trybie aktywnej pauzy. W dowolnym momencie możliwe jest przełączanie się pomiędzy członkami drużyny, dzięki czemu zyskuje się dostęp do większej ilości umiejętności – zarówno podczas walki, jak i eksploracji.
Tworząc postać wybrać można pomiędzy mężczyzną i kobietą trzech ras (człowiek, krasnolud lub elf) i trzech klas (wojownik, łotrzyk i mag). W zależności od rasy i klasy, gracz zyskuje dostęp do jednej z sześciu „historii pochodzenia”, stanowiących wprowadzenie zarówno do rozgrywki, jak i samego świata Thedas – subkontynentu, na którym rozgrywa się akcja gry. Krasnolud wywodzić może się z rodziny królewskiej lub z plebsu, elf z getta znanego „obcowiskiem”, w którym mieszkają zniewolone elfy, lub z klanu Dalijczyków – elfów prowadzących koczowniczy tryb życia i kultywujących dawne zwyczaje swojego ludu. Postać będąca z pochodzenia człowiekiem wywodzić może się z rodu Couslandów, drugiej najpotężniejszej rodziny w Fereldenie. Człowiek lub elf będący magiem rozpoczyna grę w Kręgu Maginów, instytucji nadzorującej magów i korzystanie z magii. Ponieważ w świecie Dragon Age krasnoludy nie potrafią władać magią, postać krasnoluda nie może być magiem. Wydarzenia mające miejsce w historiach pochodzenia znajdują odzwierciedlenie w późniejszych etapach gry, a poznane podczas nich postacie mogą pojawić się ponownie, czasem również jako adwersarze.
Poza wyposażaniem się w nowy sprzęt, gracz może modyfikować statystyki, umiejętności i zdolności członków drużyny. Każda postać zdobywa specjalizację rozwijającą jej talenty; przykładowo wojownik może zostać berserkiem lub templariuszem, mag zmiennokształtnym bądź uzdrowicielem dusz, a łotrzyk skrytobójcą czy zwiadowcą. Specjalizacje odblokowują nowe zestawy umiejętności i zaklęć, jednak każda postać może wybrać tylko jedną. Większość towarzyszy dołącza do drużyny z już zdefiniowaną specjalizacją, często odzwierciedlającą jej życie i umiejętności.
Podobnie jak w innych grach RPG, postać gracza zdobywa punkty doświadczenia za pokonywanie wrogów i kończenie zadań. Za każdym razem, kiedy awansuje na kolejny poziom, otrzymuje trzy punkty, za które można rozwinąć któryś z sześciu atrybutów. Siła zwiększa zadawane obrażenia, zręczność pozwala unikać ataków, siła woli zwiększa wytrzymałość, magia zwiększa obrażenia zadawane przez czary lub obronę magiczną, spryt poprawia taktyki bojowe, a kondycja zwiększa wytrzymałość. Wraz z rozwojem postaci odblokować można również specjalne umiejętności, podzielone na cztery drzewka dla każdej klasy oraz specjalizacje. Gra umożliwia tworzenie kombinacji międzyklasowych oraz łączenie ze sobą poszczególnych umiejętności czy zaklęć, przykładowo ogniste zaklęcie może zapalić wytworzony uprzednio smar.
W grze zastosowano ten sam system dialogów, co w wydanym dwa lata wcześniej Mass Effect, zrealizowano go jednak w formie standardowej listy, a nie koła dialogowego. Kierowana przez gracza postać może wchodzić w interakcję zarówno z członkami drużyny, jak i bohaterami niezależnymi. Na drzewku dialogowym pojawia się kilka z góry określonych opcji, które może wybrać gracz. Podczas rozmowy może odblokować niedostępne inaczej zadania, zaś dialogi takie często rozwijają wiedzę o Thedas albo postaciach. Z poziomu drzewka dialogowego można również przekonać lub zastraszyć rozmówcę. Gracz wielokrotnie zmuszany jest do podejmowania moralnie niejednoznacznych decyzji, które znajdują jednak odzwierciedlenie w grze – od podjętych decyzji zależy to, jak potoczą się losy określonych grup czy osób, kto zostanie królem, kto zginie, a kto przeżyje itd. Pewne decyzje mają skutek natychmiastowy, z kolei skutki innych poznać można dopiero po wielu godzinach, kiedy np. uniemożliwiają zrobienie czegoś lub otwierają nowe możliwości. W przeciwieństwie do poprzednich gier BioWare, w których podejmowane przez gracza decyzje wpływały na jego ogólną moralność wyrażaną na wskaźniku moralności, w Dragon Age na każdego towarzysza oddziałują inaczej. Poprzez podejmowane decyzje i wybory dialogowe Szary Strażnik traci lub zyskuje poparcie członków drużyny, w zależności od tego, czy decyzje, jakie podjął, zgadzają się z ich przekonaniami i filozofią. Poparcie zwiększyć można również poprzez wręczanie podarunków. Jeżeli poparcie towarzysza będzie wyjątkowo niskie, może on opuścić drużynę, zdradzić Strażnika, a w wyjątkowych przypadkach – jeżeli bardzo mocno nie zgadza się z podjętą decyzją – zaatakować go. Wysokie poparcie towarzysza poprawia jego morale, zapewnia premie do umiejętności bojowych, a w niektórych przypadkach umożliwia również nawiązanie z towarzyszem romansu. Sposób, w jaki Strażnik potraktuje jednego towarzysza, może wpłynąć również na poparcie pozostałych członków drużyny.

## Produkcja

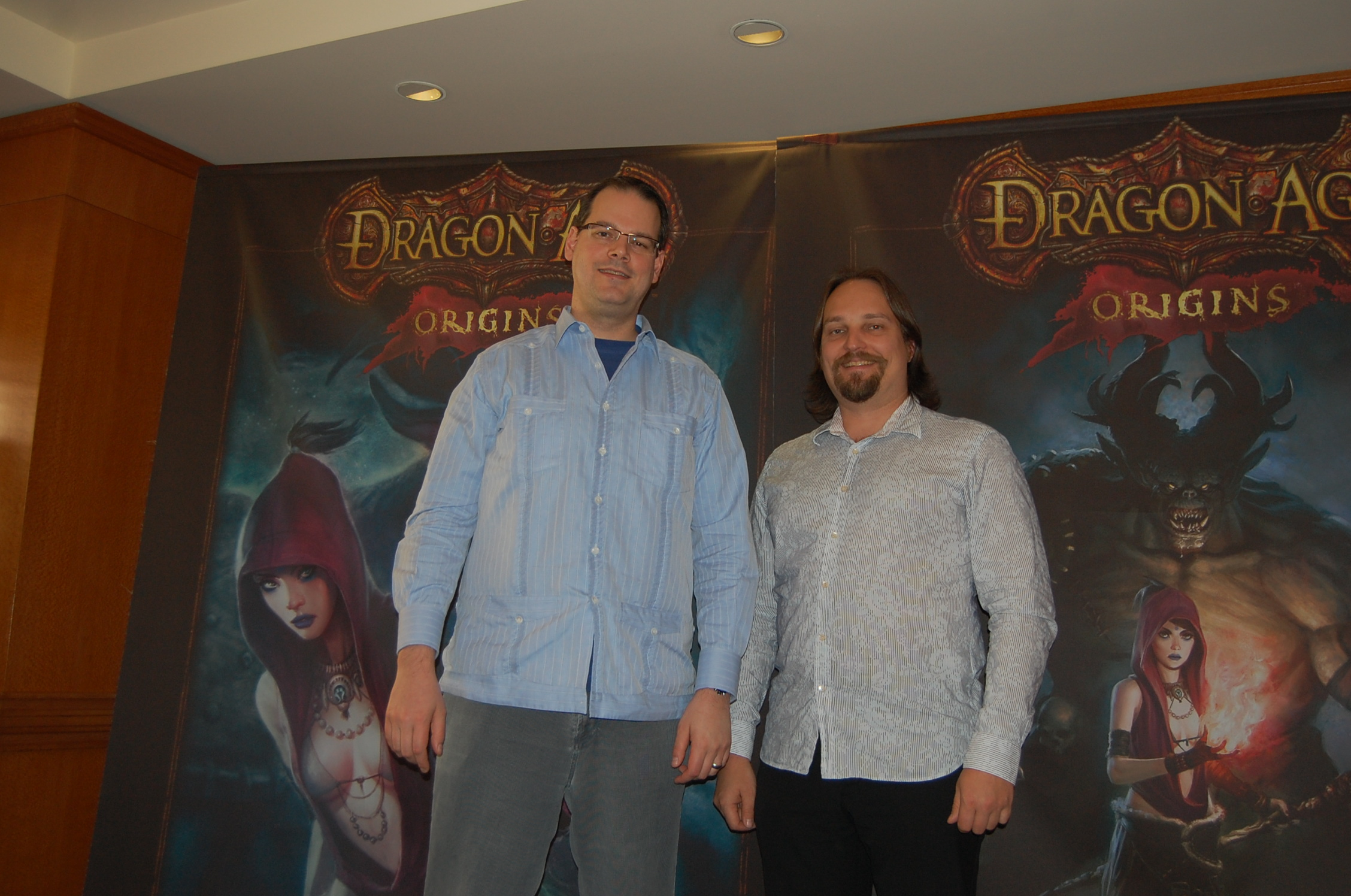
Ray Muzyka i Greg Zeschuk, założyciele BioWare

Gra stworzona została przez studio BioWare z Edmonton, wcześniej odpowiedzialne m.in. za Neverwinter Nights i Jade Empire. Prace nad pierwszą grywalną wersją demonstracyjną rozpoczęły się w listopadzie 2002 roku. Pierwsza oficjalna zapowiedź gry – nazywanej wtedy po prostu Dragon Age – pojawiła się podczas targów Electronic Entertainment Expo 2004. Następna – już jako Dragon Age: Początek – pojawiła się w lipcu 2008, wraz z nowym zwiastunem. Według BioWare, studio nie upubliczniało żadnych informacji na temat gry, koncentrując się na jej projekcie i stronie technicznej. Nad grą pracowało ponad sto osiemdziesiąt osób, a produkcja na pełną skalę rozpoczęła się trzy lata po opracowaniu pierwszych konceptów. Podtytuł Początek (w oryginale angielskim zastosowana została liczba mnoga) wybrany został w celu odzwierciedlenia sześciu historii początkowych, powrotu BioWare do tworzenia gier fabularnych na komputery osobiste oraz jako zaczątek nowej marki. Gra określana jest mianem duchowego następcy Baldur’s Gate i Neverwinter Nights, próbująca stworzyć podobny świat fantasy, nieoparty jednak na żadnej licencji, przez co pozbawiony odgórnych ograniczeń. Podobieństwa widoczne są głównie w mechanice rozgrywki, takich jak chociażby taktyczna walka w czasie rzeczywistym. Menu taktyczne zainspirowane zostałem tzw. gambit system z gry Final Fantasy XII.
Twórcą świata gry jest David Gaider, będący również głównym scenarzystą Początku. Gaider rozpoczął prace nad kreowaniem świata i jego założeń jeszcze przed napisaniem fabuły. Zespół zdecydował się na realia fantasty, ponieważ zdaniem Dana Tudge’a, reżysera gry, BioWare sprawdza się najlepiej właśnie w tym gatunku. W pierwszej wersji scenariusza nie było mrocznych pomiotów ani szarych strażników, a magom nie wolno było używać magii w miastach. Powstało dwanaście historii początkowych, w tym m.in. ludzkiego plebejusza i barbarzyńcy z plemienia Awarów, jednak połowa z nich została odrzucona, ponieważ była „śmieszna”. Pierwszą postacią, jaką stworzono, był Loghain, zaś pierwszymi przeciwnikami byli ogr, którego twórcy nazwali „Puszek”, i człowiek w średniej zbroi. Następnie stworzone zostały koncepty postaci Alistaira i Morrigan, jako odgrywających znaczną rolę w fabule gry. Tworzenie tych postaci zajęło znacznie więcej, aniżeli innych bohaterów. Morrigan początkowo przypominać miała Flemeth, podobnie jak ona miała mówić żartobliwym językiem, Gaider uznał jednak, że wynik nie był zadowalający i napisał jej postać od nowa. W konsekwencji stworzona została jako „ordynarna” postać, która zawsze sprzeciwia się swojej matce. Znalezienie aktorki głosowej dla Morrigan zajęło więcej czasu, niż dla pozostałych postaci. Finalna wersja gry zawiera 68 260 linii dialogowych, co wymusiło na testerach jakości opracowanie oszustwa pozwalającego na automatyczne pominięcie przerywników filmowych i dialogów podczas testów.
Według Raya Muzyki, współzałożyciela BioWare, celem zespołu było stworzenie gry nowej, ale jednocześnie bliskiej dla większości graczy, z nadzieją, że Początek stanie się dla gier komputerowych tym, czym Władca pierścieni dla powieści fantasy. Greg Zeschuk, drugi współzałożyciel studia, opisał świat Dragon Age jako plasujący się pomiędzy high fantasty J.R.R. Tolkiena a low fantasy George’a R.R. Martina. Ich celem było stworzenie „mrocznego heroic fantasy”, które przypadnie do gustu każdemu fanowi gatunku. Chociaż w grze znajdują się typowe dla fantasy rasy – ludzie, elfy i krasnoludy – ich przedstawiciele prezentowani są nieco inaczej niż w standardowych tytułach, a dodatkowo wprowadzona została nowa rasa – qunari. Przykładem zmian jest chociażby to, jak w Thedas postrzegane i traktowane są elfy – podczas gdy w innych produkcjach fantasy przedstawiane są jako wyniosłe i dostojne, w Dragon Age są obywatelami drugiej kategorii, przed wiekami zniewolonymi przez ludzi. Znalazło to odzwierciedlenie również w samej rozgrywce, w której postać gracza – w zależności od jej pochodzenia – może paść obiektem dyskryminacji albo sama może dyskryminować przedstawicieli innych ras.
BioWare, zdając sobie sprawę, że nieliniowe wybory są czymś unikalnym dla gier komputerowych, starało się dać graczom jak najwięcej „wielkich” i „mających znaczenie” wyborów. Wiele z nich zaprojektowanych zostało jako emocjonalne i pozwalające bardziej zidentyfikować się z grywalną postacią. Zespół celowo nie wprowadził do gry systemu karmy, chcąc, żeby wybory były niejednoznaczne, a decyzja o tym, czy coś jest dobre, czy złe, należała wyłącznie do gracza. Według Muzyki, celem było sprawienie, żeby gracze współczuli postaciom, utożsamiali się z wydarzeniami, żeby przeżywali je według własnych emocji. Pomysł ten sprawił, że zespół musiał zmierzyć się z koniecznością odpowiedniego zbalansowania wielu kluczowych aspektów, takich jak ilość dialogów i animacji w każdym przerywniku filmowym, w celu stworzenia wiarygodnego scenariusza. Twórcy chcieli również, żeby romanse były bardziej „dojrzałe” i „skomplikowane”, odzwierciedlające relacje pomiędzy ludźmi, a nie były jedynie „podnietą dla nastolatków”. W grze pojawiają się sceny miłosne, jednak bez nagości. Muzyka dodał, że była to artystyczna decyzja podjęta przez twórców, a nie wymóg Electronic Arts.
Chociaż Początek jest grą dla jednego gracza, Muzyka opisał ją jako „doświadczenie społeczne”, w którym narracja i różne ścieżki, jakimi może podążyć gracz, są integralną częścią rozgrywki. Bohaterowie, których spotyka Strażnik, przedmioty, które zdobywa i zadania, które wykonuje, mogą różnić się od siebie, co – jego zdaniem – skutkuje całkowicie innym doświadczeniem. Dodał również, że sposób, w jaki gracz poznaje świat i odkrywa nowe obszary jest narracją poprzez eksplorację. Ponieważ każdy gracz doświadcza gry inaczej, twórcy mieli nadzieję, że każdy z nich weźmie udział w rozwijaniu swojej wiedzy o świecie. W tym celu zespół stworzył stronę społecznościową dla graczy, żeby umożliwić im komunikację między sobą, w której mogli oni m.in. dzielić się zrzutami ekranu z gry i swoimi postępami w niej.

### Dźwięk
Na potrzeby gry skomponowano ścieżkę dźwiękową z udziałem orkiestry i chóru, a muzyka towarzyszy zarówno eksploracji świata i walce, jak również przerywnikom filmowym. Muzyka nagrana została przy udziale czterdziestoczteroosobowej orkiestry, której partie nagrywano dwukrotnie, a następnie połączono ze sobą, żeby brzmiała jak orkiestra na osiemdziesiąt osiem instrumentów. Muzyka skomponowana została przez Inona Zura, a wykonana przez orkiestrę symfoniczną Northwest Sinfonia z Seattle. Według Zura, umyślnie skomponował „mroczną” ścieżkę dźwiękową, łączącą niskie dźwięki instrumentów dętych blaszanych i basowych instrumentów smyczkowych z bębnami, w celu stworzenia wrażenia wydarzeń zarówno heroicznych, jak i demonicznych. Jeden z utworów – „Pieśń Leliany” – skomponowany został w mniej niż dwadzieścia cztery godziny. Ścieżka dźwiękowa zaprezentowana została w 2009 roku podczas panelu na Hollywood Music in Media Interactive Conference in 2009, gdzie w kategorii gier komputerowych zdobyła nagrody dla najlepszej piosenki („I Am the One”) i najlepszego kierownika muzycznego. 26 października 2009 roku wykonywana była przez Eminence Symphony Orchestra w ramach koncertu A Night in Fantasia 2009 w Sydney.
Na potrzeby wersji oryginalnej głosy postaci nagrywane były w Stanach Zjednoczonych i Wielkiej Brytanii, a udział wzięło w nich stu czterdziestu czterech aktorów, w tym m.in. Tim Russ, Steve Valentine, Kate Mulgrew, Mark Rolston, Tim Curry i Claudia Black. Gra została przetłumaczona i udźwiękowiona na kilka innych języków, w tym m.in. polski, gdzie głosów postaciom użyczyli m.in. Piotr Fronczewski, Jacek Kopczyński, Jarosław Boberek, Zbigniew Konopka, Jacek Rozenek i Jonasz Tołopiło. Znaczna część dialogów rozgrywa się pomiędzy postaciami niezależnymi towarzyszącymi Szaremu Strażnikowi, co rozwija ich życiorysy i nadaje im wiarygodności. Rozmowy prowadzone przez głównego bohatera są zróżnicowane i złożone, a wybierane podczas nich opcje mają znaczący wpływ na rozgrywkę. W celu zapewnienia animacjom twarzy wiarygodności, do wszystkich dialogów w każdym języku wykorzystano specjalny algorytm synchronizujący ruch ust z wypowiadanymi kwestiami. Grywalna postać nie została udźwiękowiona, nie licząc krótkich komentarzy wygłaszanych podczas walki, co – zdaniem twórców – miało pozwolić graczom na „odzwierciedlenie ich wewnętrznego głosu”.

### Ścieżka dźwiękowa
| Nr  | Tytuł utworu                          | Długość |
| --- | ------------------------------------- | ------- |
| 1.  | „Dragon Age: Origins”                 | 2:49    |
| 2.  | „I Am the One (High Fantasy Version)” | 4:03    |
| 3.  | „The Chantry’s Hubris”                | 3:16    |
| 4.  | „Elves at the Mercy of Man”           | 1:21    |
| 5.  | „The Dwarven Nobles”                  | 1:07    |
| 6.  | „Mages in Their Chantry”              | 2:01    |
| 7.  | „The Common Dwarf”                    | 1:24    |
| 8.  | „The Dalish”                          | 1:18    |
| 9.  | „Human Nobility”                      | 1:21    |
| 10. | „Ruins of Ostagar”                    | 1:18    |
| 11. | „Enter the Korcari Wilds”             | 1:06    |
| 12. | „Darkspawn in the Wilds”              | 1:13    |
| 13. | „Join the Grey Wardens”               | 1:53    |
| 14. | „The Betrayal”                        | 3:01    |
| 15. | „The Party Camp”                      | 0:44    |
| 16. | „Battle the Darkspawn Hordes”         | 1:05    |
| 17. | „The Endless Wave of Hurlocks”        | 1:06    |
| 18. | „The Dalish Elves Encampment”         | 1:18    |
| 19. | „Urn of Sacred Ashes”                 | 1:01    |
| 20. | „Haven!”                              | 1:07    |
| 21. | „Battle for the Urn”                  | 1:06    |
| 22. | „Attack on Denerim”                   | 1:06    |
| 23. | „The Dungeons of Landsmeet”           | 1:12    |
| 24. | „Dungeons and Dungeons”               | 1:13    |
| 25. | „Howe”                                | 1:08    |
| 26. | „The Battle of Lothering Village”     | 2:18    |
| 27. | „Ferelden at War”                     | 2:57    |
| 28. | „Lelianna’s Song”                     | 2:33    |
| 29. | „King Endrin”                         | 1:31    |
| 30. | „The Deep Roads”                      | 1:20    |
| 31. | „Battle the Blight”                   | 1:05    |
| 32. | „To Kill an Ogre”                     | 3:09    |
| 33. | „Challenge an Arch Demon”             | 3:12    |
| 34. | „The Coronation”                      | 1:03    |
| 35. | „I Am the One (Dark Fantasy Version)” | 4:09    |
|     |                                       | 1:02:34 |

### Dystrybucja
Pierwotnie gra ukazać miała się jedynie na komputerach osobistych, jednak w 2008 roku na łamach magazynu „Game Informer” zapowiedziano również wersję przeznaczoną na konsole. Jeszcze przed oficjalną zapowiedzią Zeschuk zasugerował, że cała seria ma „konsolową przyszłość”. Decyzja o wydaniu gry na konsolach podyktowana była chęcią dotarcia do szerszego grona odbiorców. Mike Laidlaw, główny projektant, stwierdził, że stworzenie konsolowego interfejsu stanowiło wyzwanie, ponieważ wymuszało to m.in. przerobienie długiego paska szybkiego dostępu z wersji komputerowej na mniejszą wersję, którą można obsługiwać ograniczoną ilością przycisków. Ostatecznie zespół zdecydował się na zmapowanie razem sześciu różnych akcji, pozwalając graczom na dostosowanie ich układu. Wersje konsolowe pozbawione są widoku izometrycznego, dostępnego na komputerach.
Pierwotnie gra miała ukazać się na początku 2009 roku na Microsoft Windows, a następnie na PlayStation 3 i Xboksie 360, nad którą to wersją pracowało studio Edge of Reality. Ostatecznie data została przesunięta na drugą połowę roku, żeby na wszystkich platformach docelowych gra ukazała się w tym samym czasie. Początkowo ogłoszono, że gra ukaże się 20 października, następnie jednak przesunięto ją na 6 listopada, ponieważ zespół potrzebował dodatkowego czasu na zrealizowanie kilku rozwiązań wprowadzonych na ostatnią chwilę. W pewnym momencie wersja na PlayStation 3 została przesunięta na 17 listopada, ostatecznie jednak ukazała się w tym samym czasie, co dwie poprzednie. Wersja na OS X, opracowana przez TransGaming, ukazała się 11 grudnia.
Poza standardowym wydaniem, na rynku ukazały się również inne edycje. Collector’s Edition, wydana w steelbooku i z inną grafiką na okładce, zawierała dodatkową płytę z materiałami takimi jak ścieżka dźwiękowa i materiały zza kulis, płócienną mapę Fereldenu oraz kody uprawniające do pobrania dodatkowej zawartości. Digital Deluxe Edition zawierała podobne materiały co edycja kolekcjonerska – nie licząc przedmiotów materialnych – a dodatkowo kod uprawniający do pobrania dodatku Twierdza Strażnika. 26 października 2010 roku na rynku ukazała się Ultimate Edition, zawierająca podstawową wersję gry, rozszerzenie Przebudzenie oraz wszystkie dziewięć dodatków.
Przed premierą gry, 13 października 2009 roku, udostępniony został kreator postaci, pozwalający wcześniej stworzyć grywalną postać, a po premierze zaimportować ją do gry. BioWare udostępniło również zestaw narzędzi deweloperskich, umożliwiających tworzenie modyfikacji do komputerowej wersji gry. Narzędzia takie pozwalały m.in. na tworzenie nowych kampanii fabularnych, zadań, przerywników filmowych, przedmiotów oraz synchronizację ruchu ust bohaterów.
26 listopada 2009 roku Electronic Arts ogłosiło konkurs „Dragon Age: Warden’s Quest”, w którym czteroosobowe grupy rywalizowały ze sobą w przygodach w świecie gry, a nagrodą było 12,5 tys. dolarów amerykańskich. Konkurs wygrała drużyna z Węgier, a na kolejnych miejscach znalazły się drużyny Bioware Community, drużyna z Kanady i drużyna z Polski. 9 marca 2011 roku wydawca zapowiedział, że każda osoba, która zamówi w przedsprzedaży grę Darkspore, otrzyma darmową kopię Początku. W 2012 roku, z okazji pierwszej rocznicy stworzonej przez Electronic Arts platformy Origin, gra – wraz z Battlefield: Bad Company 2 i Spore – przez ograniczony czas była dostępna za darmo dla każdego użytkownika platformy. 8 października 2015 roku gra ponownie udostępniona została za darmo w ramach programu „Specjalny prezent”.

### Zawartość do pobrania
Przed premierą BioWare zapowiedziało, że gra wspierana będzie dodatkami przez co najmniej dwa lata. Wśród zawartości do pobrania znalazły się zarówno dodatkowe zadania i kampanie, jak i przedmioty oraz elementy wycięte z podstawowej wersji gry. W dniu premiery razem z grą udostępnione zostały dwa pierwsze dodatki: darmowy Kamienny więzień, wprowadzający nowego towarzysza – golema Shale – i powiązane z nim zadania poboczne oraz płatna Twierdza Strażnika. W styczniu 2010 ukazał się Powrót do Ostagaru, będący ostatnim dodatkiem rozszerzającym podstawową wersję gry. Kolejne dodatki były odrębnymi kampaniami, rozgrywającym się przed lub po historii przedstawionej w grze. Kroniki mrocznych pomiotów (maj 2010) stanowiły alternatywny finał gry, w którym – wcielając się w mroczne pomioty – doprowadza się do pokonania drużyny Szarego Strażnika i zwycięstwa arcydemona. Pieśń Leliany (lipiec 2010) rozgrywała się na kilka lat przed grą i rozwijała postać Leliany, a Golemy Amgarraku (sierpień 2010) i Polowanie na czarownicę (październik 2010) rozgrywały się już po finale Początku.

### Dragon Age: Początek – Przebudzenie
Przebudzenie jest pierwszym i jedynym rozszerzeniem do Początku. Oferuje nową kampanię, rozgrywającą się pół roku po finale gry w przybrzeżnym regionie Amarantu. Fabuła koncentruje się na śledztwie w sprawie podejrzanego zachowania mrocznych pomiotów skupionych wokół bytu znanego jako Architekt, będącego – jak się zdaje – inteligentnym i mówiącym pomiotem. Gracz może zaimportować swojego Strażnika z Początku (nawet jeżeli ten zginął w finale) albo stworzyć nową postać. Przebudzenie wprowadza nowe zadania, lokacje, członków drużyny, umiejętności, specjalizacje i przedmioty oraz podnosi maksymalny poziom, jaki może osiągnąć postać.

## Odbiór
Gra spotkała się z bardzo pozytywnym przyjęciem ze strony krytyków, a średnia jej ocen w agregatorach recenzji wynosi od 86 do 91%. Krytycy docenili przede wszystkim świat przedstawiony. Dave Snider z serwisu Giant Bomb stwierdził, że ze względu na obecność elfów i krasnoludów sprawia on wrażenie dość tradycyjnego, ale został on świetnie wykonany. Docenił również detale, jakie BioWare wprowadziło do świata, takie jak chociażby „francuskawy akcent” ludzi zamieszkujących Cesarstwo Orlais. Stwierdził, że sześć historii początkowych oraz ich unikalne dialogi, a następnie odnoszenie się do nich na przestrzeni całej gry, sprawia, że świat jest spójny. W podobnym tonie wypowiedział się Kevin VanOrd z GameSpot, twierdząc, że świeże pomysły dodane do znanych motywów czynią świat oryginalnym i nowym. Jeff Haynes z IGN stwierdził jednak, że historie początkowe są niespójne i zdarzają się w nich pomyłki, przez które świat – chociaż „bogaty i żyjący” – jest mniej wiarygodny. Joe Juba z „Game Informer” uznał, że świat jest dobrze zrealizowany i posiada głęboką historię, przez co gra jest uzależniająca, a gracze mogą poczuć ciężar decyzji Strażnika wpływających na świat.
Wiele słów uznania skierowano również w stronę fabuły i postaci. Snider stwierdził, że historia w grze napędzana jest przez postaci, a wybory, jakie przychodzi podejmować graczowi, są niełatwe, a niektórych z nich żałował kilka tygodni po zakończeniu gry. Dodał, że główne zadania fabularne są znakomicie napisane, a ich jakość uzupełniana jest przez znakomitych aktorów głosowych. VanOrd stwierdził, że historia została starannie napisana i zapada w pamięć, dzięki czemu graczom zależy na świecie, do jakiego trafili, i na postaciach, których głębokie portrety psychologiczne sprawiają, że każda podejmowana decyzja jest „wielkiej wagi”. Recenzent GamesRadar stwierdził, że historia Strażnika sprawia wrażenie pospolitej, jednak w miarę postępów w fabule historia staje się coraz bardziej wciągająca. Nick Tan z Game Revolution stwierdził, że jednym z najlepszych elementów odnoszących się do postaci są humorystyczne rozmowy, jakie prowadzą oni ze sobą podczas przemierzania świata. Gerald Villoria z GameSpy pochwalił usunięcie z gry systemu moralności, dzięki czemu postaci stały się bardziej złożone. Juba napisał, że fabuła była dobra, ale przewidywalna i niewiele różniąca się od standardowych opowieści z gatunku fantasy. Wesley Yin-Poole z VideoGamer.com uznał, że historia zapada w pamięć i „nie można wyrzucić jej z pamięci”, dzięki czemu zachęca graczy do powrotu do gry.
Snider nazwał system walki uproszczonym, twierdząc jednak, że gracze, którzy nie zdecydują się na korzystanie z aktywnej pauzy, nie będą w stanie w pełni docenić gry, ponieważ walka w niej wymaga cierpliwości i strategicznego myślenia. Stwierdził, że widok zza ramienia postaci jest lepszy od widoku izometrycznego, ponieważ możliwość oglądania nieba czyni otoczenie bardziej szczegółowym. Docenił również trudność walk z bossami, w których gracz ostrożnie musi zarządzać wytrzymałością postaci. W podsumowaniu stwierdził, że Początek jest „jak prawdziwy powrót do czasów starych, dobrych epickich RPG na pecety”. VanOrd stwierdził, że w systemie walki łatwo odnajdą się gracze, którzy mieli już styczność z RPG opracowanymi w BioWare, dodając, że mogą oni odczuć wiele radości przełączając się pomiędzy postaciami, a walki z bossami zapewniają dreszczyk emocji. Tan uznał, że system walki w Początku jest lepszy niż w innych RPG studia, nie spodobał mu się jednak fakt, że postać nie może wchodzić do wody. Juba docenił to, że gra daje graczom możliwość eksperymentowania z nowymi umiejętnościami i talentami, dodając, że konieczność skupienia się na nich czyni walkę bardzo satysfakcjonującą.
Z mieszanym przyjęciem spotkała się oprawa wizualna. VanOrd stwierdził, że otoczenie wygląda znacznie gorzej w rzucie izometrycznym, docenił jednak stronę artystyczną gry oraz „wpadające w oko” widoki. Tanowi spodobały się zróżnicowane i unikalne otoczenia, które – jego zdaniem – są „rozległe” i szczegółowe. Villoria stwierdził, że oprawa wizualna niedomaga w porównaniu z Mass Effect 2, a animacje twarzy niekiedy bywają bardzo sztuczne. Uznał jednak, że animacje walk są satysfakcjonujące, jednak sceny miłosne są „odpychające”. Yin-Poole stwierdził, że oprawa graficzna jest nudna i schematyczna, zaś sceny miłosne słabo zrealizowane i „antyklimatyczne”. Zarówno według Villorii, jak i Yin-Poole’a, sześcioletni okres produkcji – zważywszy na przeciętną oprawę graficzną – był zbyt długi.
Według wyliczeń serwisu GamesRadar, zawartość oferowana przez Początek wystarcza na ponad osiemdziesiąt godzin grania. Villoria uznał świat za zajmujący, do którego chce się wracać i grać ponownie, ponieważ dzięki różnym pochodzeniom historię można przechodzić raz za razem. Yin-Poole stwierdził podobnie, dodając, że sposób, w jaki towarzysze reagują na decyzje gracza, uzupełnione o sześć historii początkowych, znacznie zwiększają żywotność gry.

### Sprzedaż
10 listopada 2009 roku Początek znalazł się na szczycie listy najchętniej kupowanych gier na Steamie – Deluxe Edition zajęła pierwsze miejsce, zaś standardowe wydanie drugie. Według danych NDP Group, był dziewiątą najchętniej kupowaną grą na Xboksa 360 w listopadzie 2009 roku, rozchodząc się w 362,1 tys. kopii. John Riccitiello, dyrektor generalny Electronic Arts, stwierdził, że firma jest zadowolona ze sprzedaży gry, a do końca 2009 roku sprzedano ponad milion sztuk dodatków. W lutym 2010 roku firma poinformowała, że gra trafiła do ponad 3,2 mln nabywców.

### Nagrody i wyróżnienia
Początek zdobył kilkanaście tytułów gry roku od różnych publikacji branżowych. Akademia Sztuk i Nauk Interaktywnych uznała ją za najlepszą grę RPG/MMORGP 2009 roku. Podczas gali Spike Video Game Awards 2009 uhonorowana została w kategoriach najlepsza gra na PC i najlepsza gra RPG. W plebiscycie IGN uznana została najlepszą grą na PC, najlepszym RPG na Xboksa 360 i PC oraz grą z najlepszą historią. Serwis Giant Bomb uznał ją najlepszą grą na PC, a amerykański „PC Gamer” grą roku i najlepszym RPG roku. W 2010 roku zamieszczona została w książce 1001 Video Games You Must Play Before You Die.

## Marka
Chociaż podtytuł Początek sugerował, że gra będzie początkiem nowej serii, twórcy nie spodziewali się, że odniesie ona taki sukces, toteż nie planowali kontynuacji. Ze względu na dobre wyniki sprzedaży i ciepłe przyjęcie, marka Dragon Age rozszerzona została o komiksy, powieści, filmy, seriale, gry karciane oraz szereg oficjalnych gadżetów. Kontynuacja, Dragon Age II, zapowiedziana została 9 lipca 2010 roku, a jej celem było m.in. ulepszenie grafiki i systemu walki. Jej bohaterem jest nowa postać, Hawke, a akcja zaczyna się równolegle z początkiem Początku, a następnie przenosi się do miasta Kirkwall, gdzie wydarzenia rozgrywają się na przestrzeni dziesięciu lat. Gracze grający w pierwszą część mają możliwość przeniesienia stanów zapisu z niej do kontynuacji, a niektóre decyzje podjęte w Początku przekładają się na stan świata w Dragon Age II. Trzecia część serii, Dragon Age: Inkwizycja, zapowiedziana została 17 września 2012 roku. Gracz wciela się w niej w Inkwizytora, którego zadaniem jest zjednoczenie Fereldenu i Cesarstwa Orlais w walce przeciwko starożytnym mrocznym pomiotem znanym jako Koryfeusz. Gra ukazała się 18 listopada 2014 roku, a poza komputerami osobistymi, PlayStation 3 i Xboksem 360, ukazała się również na PlayStation 4 i Xboksie One. W 2010 roku ukazała się papierowa gra fabularna Dragon Age, a w 2013 przeznaczona na urządzenia mobilne produkcja free-to-play Heroes of Dragon Age.